# Арбор-Вітае (Вісконсин)
Арбор-Вітае (англ. Arbor Vitae) — місто (англ. town) в США, в окрузі Вілас штату Вісконсин. Населення — 3403 особи (2020).

## Демографія
Згідно з переписом 2010 року, у місті мешкало 3316 осіб у 1501 домогосподарстві у складі 981 родини. Було 2703 помешкання
Расовий склад населення:
| - 96,4 % — білих - 1,2 % — корінних американців - 0,3 % — азіатів - 0,2 % — чорних або афроамериканців |

До двох чи більше рас належало 1,6 %. Частка іспаномовних становила 1,0 % від усіх жителів.
За віковим діапазоном населення розподілялося таким чином: 18,8 % — особи молодші 18 років, 57,8 % — особи у віці 18—64 років, 23,4 % — особи у віці 65 років та старші. Медіана віку мешканця становила 50,1 року. На 100 осіб жіночої статі у місті припадало 99,5 чоловіків;  на 100 жінок у віці від 18 років та старших — 99,6 чоловіків також старших 18 років.
Середній дохід на одне домашнє господарство  становив 49 671 долар США (медіана — 38 785), а середній дохід на одну сім'ю — 67 141 долар (медіана — 49 944). Медіана доходів становила 44 236 доларів для чоловіків та 30 787 доларів для жінок. За межею бідності перебувало 13,1 % осіб, у тому числі 7,9 % дітей у віці до 18 років та 6,7 % осіб у віці 65 років та старших.
Цивільне працевлаштоване населення становило 1255 осіб. Основні галузі зайнятості: мистецтво, розваги та відпочинок — 18,5 %, науковці, спеціалісти, менеджери — 13,7 %, освіта, охорона здоров'я та соціальна допомога — 13,3 %, роздрібна торгівля — 13,0 %.